# Valerian Mikulicz-Radecki
Valerian Bartholomaeus von Mikulicz-Radecki (ur. 18 maja 1855 w Czerniowcach, zm. 24 grudnia 1910 w Wiedniu) – tytularny marszałek polny porucznik cesarskiej i królewskiej Armii, pisarz, brat Jana Mikulicza-Radeckiego.

## Życiorys
Urodził się w Czerniowcach, w Księstwie Bukowiny, na terenie dzisiejszej Ukrainy. Jego ojciec Andrzej był sekretarzem w Bukowińskiej Izbie Rzemiosła i Przemysłu (niem. Bukowinaer Handels- und Gewerbekammer).
Po ukończeniu Akademii Wojskowej w St. Pölten, Valerian kontynuował studia na Terezjańskiej Akademii Wojskowej w Wiener Neustadt; jego rówieśnikiem był przyszły generał armii Karl Tersztyánszky von Nádas. 1 listopada 1877 został mianowany podporucznikiem i przeniesiony do Galicyjskiego Pułku Piechoty Nr 20. 1 maja 1882 został awansowany na porucznika, a po ukończeniu wiedeńskiej Szkoły Wojennej (niem. Kriegsschule) został przeniesiony do Korpusu Generalnego. 1 maja 1887 został promowany na kapitana i przeniesiony najpierw do Komendy 12 Dywizji Piechoty, a później 1 Korpusu w Krakowie.
Przebywając tamże, Mikulicz napisał, cieszącą się uznaniem książkę o powstaniu listopadowym. Doprowadziło to przeniesienia go do Biura Ewidencyjnego Sztabu Generalnego, w którym pełnił rolę eksperta w tzw. „kwestii polskiej”. Za nienaganną służbę 27 kwietnia 1893 został odznaczony Krzyżem Zasługi Wojskowej.
1 listopada 1893 awansował na majora i mianowany szefem sztabu 24 Dywizji Piechoty w Przemyślu. 1 maja 1896 został mianowany podpułkownikiem. Później tego roku przeniesiono go do Węgierskiego Pułku Piechoty Nr 67 w Preszowie. 14 grudnia 1897, po dwudziestu latach służby oficerskiej, uznano jego szlacheckie pochodzenie, a jego herb został włączony w poczet szlachty austriackiej. Od tego momentu pisał się „Valerian Ritter von Mikulicz-Radecki” (dla uniknięcia zbieżności z marszałkiem Josephem Radetzkim).
1 maja 1899 awansował na pułkownika, a 25 sierpnia 1901 objął dowództwo 67. IR. 5 czerwca 1905 został mianowany na stopień generała majora ze starszeństwem z 1 maja 1905 i wyznaczony na stanowisko komendanta 57 Brygady Piechoty w Terezinie.
W 1907 podupadł na zdrowiu, przez co władze wojskowe przeniosły go do Wiednia i uwolniły od służby na czas rekonwalescencji. Jednakże, 24 lutego 1910, po serii badań lekarskich został posłany na emeryturę, jako inwalida. Za chwalebną służbę został odznaczony Krzyżem Rycerskim Orderu Leopolda oraz mianowany tytularnym marszałkiem polnym porucznikiem. Zmarł 24 grudnia 1910 w Wiedniu.

## Awanse
- podporucznik (niem. Leutnant) – 1877
- porucznik (niem. Oberleutnant) – 1882
- kapitan (niem. Hauptmann) – 1887
- major – 1893
- podpułkownik (nim. Oberstleutnant) – 1896
- pułkownik (niem. Oberst) – 5 czerwca 1899
- generał major (niem. Generalmajor) – 3 czerwca 1905 ze starszeństwem z 1 maja 1905[1]
- tytularny marszałek polny porucznik (niem. Feldmarschalleutnant) – 1 marca 1910[1]

## Odznaczenia[2]
- Kawaler Orderu Leopolda
- Krzyż Zasługi Wojskowej
- Odznaka za Służbę Wojskową III kl.
- Medal Jubileuszowy Pamiątkowy dla Sił Zbrojnych i Żandarmerii
- Krzyż Jubileuszowy Wojskowy